# Mistrzostwa Europy w Piłce Nożnej 1996 (składy)
Artykuł grupuje składy wszystkich reprezentacji narodowych w piłce nożnej, które wystąpią podczas mistrzostw Europy 1996 we Anglii w dniach 8–30 czerwca 1996 roku.
- Przynależność klubowa na koniec sezonu 1995/1996.
- Liczba występów i goli podana do dnia rozpoczęcia mistrzostw.
- Zawodnicy oznaczeni symbolem  to kapitanowie reprezentacji.
- Legenda:
Pozycje na boisku:
BR – bramkarz
OB – obrońca
PM – pomocnik
NA – napastnik

## Grupa A

### Anglia
Trener:  Terry Venables (ur. 6 stycznia 1943)
Skład został ogłoszony 28 maja 1996 roku.
| Nr. | Pozycja | Piłkarz          | Data urodzenia            | Mecze | Gole | Klub              |
| --- | ------- | ---------------- | ------------------------- | ----- | ---- | ----------------- |
| 1   | BR      | David Seaman     | 19 września 1963(dts)     | 24    | 0    | Arsenal Londyn    |
| 2   | OB      | Gary Neville     | 18 lutego 1975(dts)       | 10    | 0    | Manchester United |
| 3   | OB      | Stuart Pearce    | 24 kwietnia 1962(dts)     | 65    | 5    | Nottingham Forest |
| 4   | PO      | Paul Ince        | 21 października 1967(dts) | 19    | 2    | Inter Mediolan    |
| 5   | OB      | Tony Adams       | 10 października 1966(dts) | 40    | 4    | Arsenal Londyn    |
| 6   | OB      | Gareth Southgate | 3 września 1970(dts)      | 4     | 0    | Aston Villa       |
| 7   | PO      | David Platt      | 10 czerwca 1966(dts)      | 58    | 27   | Arsenal Londyn    |
| 8   | PO      | Paul Gascoigne   | 27 maja 1967(dts)         | 38    | 7    | Glasgow Rangers   |
| 9   | NA      | Alan Shearer     | 13 sierpnia 1970(dts)     | 23    | 5    | Blackburn Rovers  |
| 10  | NA      | Teddy Sheringham | 2 kwietnia 1966(dts)      | 15    | 2    | Tottenham Hotspur |
| 11  | PO      | Darren Anderton  | 3 marca 1972(dts)         | 11    | 5    | Tottenham Hotspur |
| 12  | OB      | Steve Howey      | 26 października 1971(dts) | 4     | 0    | Newcastle United  |
| 13  | BR      | Tim Flowers      | 3 lutego 1967(dts)        | 8     | 0    | Blackburn Rovers  |
| 14  | PO      | Nick Barmby      | 11 lutego 1974(dts)       | 6     | 2    | FC Middlesbrough  |
| 15  | PO      | Jamie Redknapp   | 25 czerwca 1973(dts)      | 4     | 0    | FC Liverpool      |
| 16  | OB      | Sol Campbell     | 18 września 1974(dts)     | 1     | 0    | Tottenham Hotspur |
| 17  | PO      | Steve McManaman  | 11 lutego 1972(dts)       | 10    | 0    | FC Liverpool      |
| 18  | NA      | Les Ferdinand    | 8 grudnia 1966(dts)       | 10    | 4    | Newcastle United  |
| 19  | OB      | Phil Neville     | 21 stycznia 1977(dts)     | 1     | 0    | Manchester United |
| 20  | PO      | Steve Stone      | 20 sierpnia 1971(dts)     | 6     | 2    | Nottingham Forest |
| 21  | NA      | Robbie Fowler    | 9 kwietnia 1975(dts)      | 3     | 0    | FC Liverpool      |
| 22  | BR      | Ian Walker       | 31 października 1971(dts) | 2     | 0    | Tottenham Hotspur |

### Holandia
Trener:  Guus Hiddink (ur. 7 listopada 1946)
| Nr. | Pozycja | Piłkarz           | Data urodzenia            | Mecze | Gole | Klub                  |
| --- | ------- | ----------------- | ------------------------- | ----- | ---- | --------------------- |
| 1   | BR      | Edwin van der Sar | 29 października 1970(dts) | 7     | 0    | Ajax Amsterdam        |
| 2   | OB      | Michael Reiziger  | 3 maja 1973(dts)          | 8     | 0    | Ajax Amsterdam        |
| 3   | OB      | Danny Blind       | 1 sierpnia 1961(dts)      | 39    | 1    | Ajax Amsterdam        |
| 4   | PO      | Clarence Seedorf  | 1 kwietnia 1976(dts)      | 11    | 5    | Sampdoria Genua       |
| 5   | OB      | Jaap Stam         | 17 lipca 1972(dts)        | 1     | 0    | PSV Eindhoven         |
| 6   | PO      | Ronald de Boer    | 15 maja 1970(dts)         | 24    | 6    | Ajax Amsterdam        |
| 7   | NA      | Gaston Taument    | 1 października 1970(dts)  | 13    | 2    | Feyenoord Rotterdam   |
| 8   | PO      | Edgar Davids      | 13 marca 1973(dts)        | 7     | 0    | Ajax Amsterdam        |
| 9   | NA      | Patrick Kluivert  | 1 lipca 1976(dts)         | 6     | 3    | Ajax Amsterdam        |
| 10  | NA      | Dennis Bergkamp   | 10 maja 1969(dts)         | 45    | 24   | Arsenal Londyn        |
| 11  | NA      | Peter Hoekstra    | 4 kwietnia 1973(dts)      | 3     | 0    | Ajax Amsterdam        |
| 12  | PO      | Aron Winter       | 1 marca 1967(dts)         | 54    | 5    | Lazio Rzym            |
| 13  | OB      | Arthur Numan      | 14 grudnia 1969(dts)      | 14    | 0    | PSV Eindhoven         |
| 14  | PO      | Richard Witschge  | 20 września 1969(dts)     | 25    | 1    | Girondins Bordeaux    |
| 15  | OB      | Winston Bogarde   | 22 października 1970(dts) | 3     | 0    | Ajax Amsterdam        |
| 16  | BR      | Ed de Goey        | 20 grudnia 1966(dts)      | 28    | 0    | Feyenoord Rotterdam   |
| 17  | PO      | Jordi Cruijff     | 9 lutego 1974(dts)        | 3     | 0    | FC Barcelona          |
| 18  | OB      | Johan de Kock     | 25 października 1964(dts) | 8     | 1    | Roda Kerkrade         |
| 19  | NA      | Youri Mulder      | 23 marca 1969(dts)        | 7     | 3    | Schalke Gelsenkirchen |
| 20  | PO      | Phillip Cocu      | 29 października 1970(dts) | 3     | 1    | PSV Eindhoven         |
| 21  | BR      | Ruud Hesp         | 31 października 1965(dts) | 0     | 0    | Roda Kerkrade         |
| 22  | OB      | John Veldman      | 24 lutego 1968(dts)       | 1     | 0    | Sparta Rotterdam      |

### Szkocja
Trener:  Craig Brown (ur. 1 lipca 1940)
| Nr. | Pozycja | Piłkarz          | Data urodzenia            | Mecze | Gole | Klub              |
| --- | ------- | ---------------- | ------------------------- | ----- | ---- | ----------------- |
| 1   | BR      | Jim Leighton     | 24 lipca 1958(dts)        | 74    | 0    | Hibernian         |
| 2   | OB      | Stewart McKimmie | 27 października 1962(dts) | 38    | 1    | FC Aberdeen       |
| 3   | OB      | Tommy Boyd       | 24 listopada 1965(dts)    | 35    | 0    | Celtic Glasgow    |
| 4   | OB      | Colin Calderwood | 20 stycznia 1965(dts)     | 11    | 1    | Tottenham Hotspur |
| 5   | OB      | Colin Hendry     | 7 grudnia 1965(dts)       | 18    | 1    | Blackburn Rovers  |
| 6   | OB      | Derek Whyte      | 31 sierpnia 1968(dts)     | 9     | 0    | FC Middlesbrough  |
| 7   | NA      | John Spencer     | 11 września 1970(dts)     | 9     | 0    | Chelsea Londyn    |
| 8   | PO      | Stuart McCall    | 10 czerwca 1964(dts)      | 34    | 1    | Glasgow Rangers   |
| 9   | NA      | Ally McCoist     | 24 września 1962(dts)     | 52    | 18   | Glasgow Rangers   |
| 10  | PO      | Gary McAllister  | 25 grudnia 1964(dts)      | 41    | 4    | Leeds United      |
| 11  | PO      | John Collins     | 31 stycznia 1968(dts)     | 33    | 8    | AS Monaco         |
| 12  | BR      | Andy Goram       | 13 kwietnia 1964(dts)     | 36    | 0    | Glasgow Rangers   |
| 13  | OB      | Tosh McKinlay    | 3 grudnia 1964(dts)       | 4     | 0    | Celtic Glasgow    |
| 14  | NA      | Gordon Durie     | 6 grudnia 1965(dts)       | 28    | 5    | Glasgow Rangers   |
| 15  | PO      | Eoin Jess        | 13 grudnia 1970(dts)      | 12    | 1    | Coventry City     |
| 16  | OB      | Craig Burley     | 24 września 1971(dts)     | 9     | 0    | Chelsea Londyn    |
| 17  | PO      | Billy McKinlay   | 22 kwietnia 1969(dts)     | 17    | 4    | Blackburn Rovers  |
| 18  | NA      | Kevin Gallacher  | 23 listopada 1966(dts)    | 22    | 2    | Blackburn Rovers  |
| 19  | PO      | Darren Jackson   | 25 lipca 1966(dts)        | 12    | 0    | Hibernian         |
| 20  | NA      | Scott Booth      | 16 grudnia 1971(dts)      | 11    | 5    | FC Aberdeen       |
| 21  | PO      | Scot Gemmill     | 2 stycznia 1971(dts)      | 6     | 0    | Nottingham Forest |
| 22  | BR      | Nicky Walker     | 29 września 1962(dts)     | 2     | 0    | Partick Thistle   |

### Szwajcaria
Trener:  Artur Jorge (ur. 13 lutego 1946)
| Nr. | Pozycja | Piłkarz             | Data urodzenia            | Mecze | Gole | Klub                |
| --- | ------- | ------------------- | ------------------------- | ----- | ---- | ------------------- |
| 1   | BR      | Marco Pascolo       | 5 września 1966(dts)      | 33    | 0    | FC Servette         |
| 2   | OB      | Marc Hottiger       | 7 listopada 1967(dts)     | 61    | 5    | Everton Liverpool   |
| 3   | OB      | Yvan Quentin        | 2 maja 1970(dts)          | 27    | 0    | FC Sion             |
| 4   | OB      | Stéphane Henchoz    | 7 września 1974(dts)      | 16    | 0    | Hamburger SV        |
| 5   | OB      | Alain Geiger        | 5 listopada 1960(dts)     | 111   | 2    | Grasshoppers Zurych |
| 6   | PO      | Raphaël Wicky       | 26 kwietnia 1977(dts)     | 2     | 0    | FC Sion             |
| 7   | PO      | Sébastien Fournier  | 27 czerwca 1971(dts)      | 12    | 1    | FC Sion             |
| 8   | PO      | Patrick Sylvestre   | 1 września 1968(dts)      | 11    | 0    | FC Sion             |
| 9   | NA      | Marco Grassi        | 8 sierpnia 1968(dts)      | 23    | 3    | Stade Rennes        |
| 10  | PO      | Ciriaco Sforza      | 2 marca 1970(dts)         | 41    | 5    | Bayern Monachium    |
| 11  | NA      | Stéphane Chapuisat  | 28 czerwca 1969(dts)      | 47    | 12   | Borussia Dortmund   |
| 12  | BR      | Stephan Lehmann     | 15 sierpnia 1963(dts)     | 7     | 0    | FC Sion             |
| 13  | OB      | Sébastien Jeanneret | 12 grudnia 1973(dts)      | 1     | 0    | Neuchâtel Xamax     |
| 14  | NA      | Kubilay Türkyılmaz  | 4 marca 1967(dts)         | 49    | 19   | Grasshoppers Zurych |
| 15  | OB      | Ramon Vega          | 14 czerwca 1971(dts)      | 9     | 1    | Grasshoppers Zurych |
| 16  | PO      | Marcel Koller       | 11 listopada 1960(dts)    | 56    | 3    | Grasshoppers Zurych |
| 17  | PO      | Johann Vogel        | 8 marca 1977(dts)         | 5     | 0    | Grasshoppers Zurych |
| 18  | OB      | Régis Rothenbühler  | 11 października 1970(dts) | 10    | 0    | Neuchâtel Xamax     |
| 19  | NA      | David Sesa          | 10 lipca 1973(dts)        | 1     | 0    | FC Servette         |
| 20  | PO      | Alexandre Comisetti | 21 lipca 1973(dts)        | 4     | 0    | Grasshoppers Zurych |
| 21  | PO      | Christophe Bonvin   | 14 kwietnia 1965(dts)     | 40    | 8    | FC Sion             |
| 22  | BR      | Joël Corminbœuf     | 16 marca 1964(dts)        | 6     | 0    | Neuchâtel Xamax     |

## Grupa B

### Bułgaria
Trener:  Dimityr Penew (ur. 12 lipca 1945)
| Nr. | Pozycja | Piłkarz            | Data urodzenia           | Mecze | Gole | Klub               |
| --- | ------- | ------------------ | ------------------------ | ----- | ---- | ------------------ |
| 1   | BR      | Borisław Michajłow | 12 lutego 1963(dts)      | 94    | 0    | FC Reading         |
| 2   | OB      | Radostin Kisziszew | 30 lipca 1974(dts)       | 6     | 0    | Neftochimik Burgas |
| 3   | OB      | Trifon Iwanow      | 27 lipca 1965(dts)       | 60    | 6    | Rapid Wiedeń       |
| 4   | PO      | Ilian Kiriakow     | 4 sierpnia 1967(dts)     | 56    | 0    | FC Aberdeen        |
| 5   | OB      | Petyr Chubczew     | 26 lutego 1964(dts)      | 32    | 0    | Hamburger SV       |
| 6   | PO      | Złatko Jankow      | 7 sierpnia 1966(dts)     | 51    | 4    | KFC Uerdingen      |
| 7   | NA      | Emił Kostadinow    | 12 sierpnia 1967(dts)    | 52    | 19   | Bayern Monachium   |
| 8   | NA      | Christo Stoiczkow  | 8 lutego 1966(dts)       | 61    | 31   | AC Parma           |
| 9   | NA      | Ljubosław Penew    | 31 sierpnia 1966(dts)    | 49    | 12   | Atlético Madryt    |
| 10  | PO      | Krasimir Bałykow   | 29 marca 1966(dts)       | 53    | 7    | VfB Stuttgart      |
| 11  | PO      | Jordan Leczkow     | 9 lipca 1967(dts)        | 35    | 4    | Hamburger SV       |
| 12  | BR      | Dimityr Popow      | 27 lutego 1970(dts)      | 10    | 0    | CSKA Sofia         |
| 13  | PO      | Bonczo Genczew     | 7 lipca 1964(dts)        | 11    | 0    | Luton Town         |
| 14  | NA      | Nasko Sirakow      | 26 kwietnia 1962(dts)    | 79    | 22   | Sławia Sofia       |
| 15  | PO      | Iwajło Jordanow    | 22 kwietnia 1968(dts)    | 24    | 3    | Sporting Lizbona   |
| 16  | PO      | Danieł Borimirow   | 15 stycznia 1970(dts)    | 23    | 2    | TSV 1860 Monachium |
| 17  | OB      | Emił Kremenliew    | 13 sierpnia 1969(dts)    | 26    | 0    | Olympiakos Pireus  |
| 18  | OB      | Canko Cwetanow     | 6 stycznia 1970(dts)     | 34    | 0    | Waldhof Mannheim   |
| 19  | OB      | Goszo Ginczew      | 11 grudnia 1969(dts)     | 5     | 0    | Denizlispor        |
| 20  | NA      | Georgi Donkow      | 2 czerwca 1970(dts)      | 3     | 1    | VfL Bochum         |
| 21  | NA      | Iwo Georgiew       | 12 maja 1972(dts)        | 1     | 1    | Spartak Warna      |
| 22  | BR      | Zdrawko Zdrawkow   | 4 października 1970(dts) | 3     | 0    | Sławia Sofia       |

### Francja
Trener:  Aimé Jacquet (ur. 27 listopada 1941)
| Nr. | Pozycja | Piłkarz            | Data urodzenia            | Mecze | Gole | Klub                |
| --- | ------- | ------------------ | ------------------------- | ----- | ---- | ------------------- |
| 1   | BR      | Bernard Lama       | 7 kwietnia 1963(dts)      | 28    | 0    | Paris Saint-Germain |
| 2   | OB      | Jocelyn Angloma    | 7 sierpnia 1965(dts)      | 35    | 1    | FC Torino           |
| 3   | OB      | Éric Di Meco       | 7 września 1963(dts)      | 22    | 0    | AS Monaco           |
| 4   | OB      | Frank Lebœuf       | 22 stycznia 1968(dts)     | 8     | 2    | RC Strasbourg       |
| 5   | OB      | Laurent Blanc      | 19 listopada 1965(dts)    | 49    | 9    | AJ Auxerre          |
| 6   | PO      | Vincent Guérin     | 22 listopada 1965(dts)    | 13    | 2    | Paris Saint-Germain |
| 7   | PO      | Didier Deschamps   | 15 października 1968(dts) | 50    | 3    | Juventus Turyn      |
| 8   | PO      | Marcel Desailly    | 7 września 1968(dts)      | 23    | 1    | AC Milan            |
| 9   | PO      | Youri Djorkaeff    | 9 marca 1968(dts)         | 17    | 10   | Paris Saint-Germain |
| 10  | PO      | Zinédine Zidane    | 23 czerwca 1972(dts)      | 12    | 5    | Girondins Bordeaux  |
| 11  | NA      | Patrice Loko       | 6 lutego 1970(dts)        | 14    | 5    | Paris Saint-Germain |
| 12  | OB      | Bixente Lizarazu   | 9 grudnia 1969(dts)       | 20    | 1    | Girondins Bordeaux  |
| 13  | NA      | Christophe Dugarry | 24 marca 1972(dts)        | 11    | 1    | Girondins Bordeaux  |
| 14  | PO      | Sabri Lamouchi     | 9 listopada 1971(dts)     | 6     | 1    | AJ Auxerre          |
| 15  | OB      | Lilian Thuram      | 1 stycznia 1972(dts)      | 11    | 0    | AS Monaco           |
| 16  | BR      | Fabien Barthez     | 28 czerwca 1971(dts)      | 2     | 0    | AS Monaco           |
| 17  | NA      | Mickaël Madar      | 8 maja 1968(dts)          | 3     | 1    | AS Monaco           |
| 18  | PO      | Reynald Pedros     | 10 października 1971(dts) | 19    | 3    | FC Nantes           |
| 19  | PO      | Christian Karembeu | 3 grudnia 1970(dts)       | 17    | 1    | Sampdoria Genua     |
| 20  | OB      | Alain Roche        | 14 października 1967(dts) | 22    | 1    | Paris Saint-Germain |
| 21  | PO      | Corentin Martins   | 11 lipca 1969(dts)        | 13    | 1    | AJ Auxerre          |
| 22  | BR      | Bruno Martini      | 25 stycznia 1962(dts)     | 31    | 0    | HSC Montpellier     |

### Rumunia
Trener:  Anghel Iordănescu (ur. 4 maja 1950)
| Nr. | Pozycja | Piłkarz            | Data urodzenia            | Mecze | Gole | Klub               |
| --- | ------- | ------------------ | ------------------------- | ----- | ---- | ------------------ |
| 1   | BR      | Bogdan Stelea      | 5 grudnia 1967(dts)       | 33    | 0    | Steaua Bukareszt   |
| 2   | OB      | Dan Petrescu       | 22 grudnia 1967(dts)      | 51    | 6    | Chelsea Londyn     |
| 3   | OB      | Daniel Prodan      | 23 marca 1972(dts)        | 31    | 1    | Steaua Bukareszt   |
| 4   | OB      | Miodrag Belodedici | 20 maja 1964(dts)         | 47    | 5    | CF Villarreal      |
| 5   | PO      | Ioan Lupescu       | 9 grudnia 1968(dts)       | 48    | 5    | Bayer Leverkusen   |
| 6   | OB      | Gheorghe Popescu   | 9 października 1967(dts)  | 62    | 5    | FC Barcelona       |
| 7   | NA      | Marius Lăcătuș     | 5 kwietnia 1964(dts)      | 75    | 13   | Steaua Bukareszt   |
| 8   | PO      | Ioan Sabău         | 12 lutego 1968(dts)       | 47    | 8    | Brescia Calcio     |
| 9   | NA      | Florin Răducioiu   | 17 marca 1970(dts)        | 39    | 20   | Espanyol Barcelona |
| 10  | PO      | Gheorghe Hagi      | 5 lutego 1965(dts)        | 96    | 27   | FC Barcelona       |
| 11  | PO      | Dorinel Munteanu   | 25 czerwca 1968(dts)      | 46    | 4    | FC Köln            |
| 12  | BR      | Florin Prunea      | 8 sierpnia 1968(dts)      | 30    | 0    | Dinamo Bukareszt   |
| 13  | OB      | Tibor Selymes      | 14 maja 1970(dts)         | 28    | 0    | Cercle Brugge      |
| 14  | PO      | Constantin Gâlcă   | 8 marca 1972(dts)         | 16    | 1    | Steaua Bukareszt   |
| 15  | OB      | Anton Doboș        | 13 października 1965(dts) | 7     | 0    | Steaua Bukareszt   |
| 16  | OB      | Gheorghe Mihali    | 9 grudnia 1965(dts)       | 30    | 0    | Guingamp           |
| 17  | OB      | Iulian Filipescu   | 29 marca 1974(dts)        | 3     | 0    | Steaua Bukareszt   |
| 18  | PO      | Ovidiu Stîngă      | 5 grudnia 1972(dts)       | 12    | 0    | UD Salamanca       |
| 19  | NA      | Adrian Ilie        | 20 kwietnia 1974(dts)     | 3     | 0    | Steaua Bukareszt   |
| 20  | NA      | Viorel Moldovan    | 8 lipca 1972(dts)         | 8     | 3    | Neuchâtel Xamax    |
| 21  | NA      | Ion Vlădoiu        | 5 listopada 1968(dts)     | 18    | 0    | Steaua Bukareszt   |
| 22  | BR      | Florin Tene        | 10 listopada 1968(dts)    | 5     | 0    | Rapid Bukareszt    |

### Hiszpania
Trener:  Javier Clemente (ur. 12 marca 1950)
| Nr. | Pozycja | Piłkarz              | Data urodzenia            | Mecze | Gole | Klub                |
| --- | ------- | -------------------- | ------------------------- | ----- | ---- | ------------------- |
| 1   | BR      | Andoni Zubizarreta   | 23 października 1961(dts) | 106   | 0    | CF Valencia         |
| 2   | OB      | Juan Manuel López    | 3 września 1969(dts)      | 7     | 0    | Atlético Madryt     |
| 3   | OB      | Alberto Belsúe       | 2 marca 1968(dts)         | 12    | 0    | Real Saragossa      |
| 4   | OB      | Rafael Alkorta       | 16 września 1968(dts)     | 35    | 0    | Real Madryt         |
| 5   | OB      | Abelardo Fernández   | 19 kwietnia 1970(dts)     | 25    | 2    | FC Barcelona        |
| 6   | PO      | Fernando Hierro      | 23 marca 1968(dts)        | 41    | 9    | Real Madryt         |
| 7   | PO      | José Emilio Amavisca | 19 czerwca 1971(dts)      | 8     | 1    | Real Madryt         |
| 8   | PO      | Julen Guerrero       | 7 stycznia 1974(dts)      | 22    | 5    | Athletic Bilbáo     |
| 9   | NA      | Juan Antonio Pizzi   | 7 czerwca 1968(dts)       | 11    | 4    | CD Tenerife         |
| 10  | PO      | Donato               | 30 grudnia 1962(dts)      | 11    | 3    | Deportivo La Coruña |
| 11  | NA      | Alfonso              | 26 września 1972(dts)     | 11    | 2    | Real Betis Sewilla  |
| 12  | OB      | Sergi                | 28 grudnia 1971(dts)      | 18    | 1    | FC Barcelona        |
| 13  | BR      | Santiago Cañizares   | 18 grudnia 1969(dts)      | 9     | 0    | Real Madryt         |
| 14  | NA      | Kiko                 | 26 kwietnia 1972(dts)     | 8     | 2    | Atlético Madryt     |
| 15  | PO      | José Caminero        | 8 listopada 1967(dts)     | 18    | 7    | Atlético Madryt     |
| 16  | OB      | Jorge Otero          | 28 stycznia 1969(dts)     | 8     | 0    | CF Valencia         |
| 17  | NA      | Javier Manjarín      | 31 grudnia 1969(dts)      | 6     | 1    | Deportivo La Coruña |
| 18  | PO      | Guillermo Amor       | 4 grudnia 1967(dts)       | 18    | 1    | FC Barcelona        |
| 19  | NA      | Julio Salinas        | 11 września 1962(dts)     | 54    | 22   | Sporting Gijón      |
| 20  | OB      | Miguel Ángel Nadal   | 28 lipca 1966(dts)        | 30    | 2    | FC Barcelona        |
| 21  | PO      | Luis Enrique         | 8 maja 1970(dts)          | 22    | 3    | Real Madryt         |
| 22  | BR      | José Molina          | 8 sierpnia 1970(dts)      | 1     | 0    | Atlético Madryt     |

## Grupa C

### Czechy
Trener:  Dušan Uhrin (ur. 5 lutego 1943)
Przed powrotem reprezentacji Czech na arenę międzynarodową w 1994 roku, 13 zawodników: Radek Bejbl, Patrik Berger, Radek Drulák, Martin Frýdek, Miroslav Kadlec, Martin Kotůlek, Petr Kouba, Luboš Kubík, Pavel Kuka, Radoslav Látal, Jiří Němec, Václav Němeček, Vladimír Šmicer oraz Jan Suchopárek reprezentowało barwy reprezentacji Czechosłowacji.
| Nr. | Pozycja | Piłkarz         | Data urodzenia         | Mecze | Gole | Klub                  |
| --- | ------- | --------------- | ---------------------- | ----- | ---- | --------------------- |
| 1   | BR      | Petr Kouba      | 28 listopada 1969(dts) | 16    | 0    | Sparta Praga          |
| 2   | PO      | Radoslav Látal  | 6 stycznia 1970(dts)   | 18    | 8    | Schalke Gelsenkirchen |
| 3   | OB      | Jan Suchopárek  | 23 września 1969(dts)  | 18    | 3    | Slavia Praga          |
| 4   | PO      | Pavel Nedvěd    | 30 sierpnia 1972(dts)  | 9     | 0    | Sparta Praga          |
| 5   | OB      | Miroslav Kadlec | 22 czerwca 1964(dts)   | 15    | 1    | FC Kaiserslautern     |
| 6   | PO      | Václav Němeček  | 25 stycznia 1967(dts)  | 16    | 1    | FC Servette           |
| 7   | PO      | Jiří Němec      | 15 maja 1966(dts)      | 15    | 0    | Schalke Gelsenkirchen |
| 8   | PO      | Karel Poborský  | 30 marca 1972(dts)     | 14    | 0    | Slavia Praga          |
| 9   | NA      | Pavel Kuka      | 19 lipca 1968(dts)     | 19    | 10   | FC Kaiserslautern     |
| 10  | NA      | Radek Drulák    | 12 stycznia 1962(dts)  | 10    | 4    | Petra Drnovice        |
| 11  | PO      | Martin Frýdek   | 9 marca 1969(dts)      | 16    | 3    | Sparta Praga          |
| 12  | OB      | Luboš Kubík     | 20 stycznia 1964(dts)  | 9     | 2    | Petra Drnovice        |
| 13  | PO      | Radek Bejbl     | 29 sierpnia 1972(dts)  | 6     | 0    | Slavia Praga          |
| 14  | PO      | Patrik Berger   | 10 listopada 1973(dts) | 13    | 8    | Borussia Dortmund     |
| 15  | OB      | Michal Horňák   | 28 kwietnia 1970(dts)  | 6     | 0    | Sparta Praga          |
| 16  | BR      | Pavel Srniček   | 10 marca 1968(dts)     | 4     | 0    | Newcastle United      |
| 17  | NA      | Vladimír Šmicer | 24 maja 1973(dts)      | 2     | 0    | Slavia Praga          |
| 18  | OB      | Martin Kotůlek  | 11 września 1969(dts)  | 3     | 0    | Sigma Ołomuniec       |
| 19  | OB      | Karel Rada      | 2 marca 1971(dts)      | 2     | 0    | Sigma Ołomuniec       |
| 20  | PO      | Pavel Novotný   | 14 września 1973(dts)  | 0     | 0    | Slavia Praga          |
| 21  | NA      | Milan Kerbr     | 9 czerwca 1967(dts)    | 2     | 0    | Sigma Ołomuniec       |
| 22  | BR      | Ladislav Maier  | 4 stycznia 1966(dts)   | 1     | 0    | Slovan Liberec        |

### Niemcy
Trener:  Berti Vogts (ur. 30 grudnia 1946)
Reprezentacja Niemiec otrzymała zgodę na dodatkowe powołanie Jensa Todta, który przed rozpoczęciem turnieju zmagał się z kontuzją.
| Nr. | Pozycja | Piłkarz          | Data urodzenia            | Mecze | Gole | Klub                |
| --- | ------- | ---------------- | ------------------------- | ----- | ---- | ------------------- |
| 1   | BR      | Andreas Köpke    | 12 marca 1962(dts)        | 33    | 0    | Eintracht Frankfurt |
| 2   | OB      | Stefan Reuter    | 16 października 1966(dts) | 53    | 2    | Borussia Dortmund   |
| 3   | PO      | Marco Bode       | 23 lipca 1969(dts)        | 3     | 0    | Werder Brema        |
| 4   | PO      | Steffen Freund   | 19 stycznia 1970(dts)     | 15    | 0    | Borussia Dortmund   |
| 5   | OB      | Thomas Helmer    | 21 kwietnia 1965(dts)     | 48    | 2    | Bayern Monachium    |
| 6   | OB      | Matthias Sammer  | 5 września 1967(dts)      | 64    | 6    | Borussia Dortmund   |
| 7   | PO      | Andreas Möller   | 2 września 1967(dts)      | 61    | 23   | Borussia Dortmund   |
| 8   | PO      | Mehmet Scholl    | 16 października 1970(dts) | 9     | 1    | Bayern Monachium    |
| 9   | NA      | Fredi Bobic      | 30 października 1971(dts) | 8     | 1    | VfB Stuttgart       |
| 10  | PO      | Thomas Häßler    | 30 maja 1966(dts)         | 74    | 8    | Karlsruher SC       |
| 11  | NA      | Stefan Kuntz     | 30 października 1962(dts) | 18    | 4    | Beşiktaş Stambuł    |
| 12  | BR      | Oliver Kahn      | 15 czerwca 1969(dts)      | 4     | 0    | Bayern Monachium    |
| 13  | PO      | Mario Basler     | 18 grudnia 1968(dts)      | 19    | 1    | Bayern Monachium    |
| 14  | OB      | Markus Babbel    | 8 września 1972(dts)      | 14    | 1    | Bayern Monachium    |
| 15  | OB      | Jürgen Kohler    | 6 października 1965(dts)  | 83    | 1    | Borussia Dortmund   |
| 16  | OB      | René Schneider   | 1 lutego 1973(dts)        | 1     | 0    | Hansa Rostock       |
| 17  | OB      | Christian Ziege  | 1 lutego 1972(dts)        | 19    | 2    | Bayern Monachium    |
| 18  | NA      | Jürgen Klinsmann | 30 lipca 1964(dts)        | 85    | 36   | Bayern Monachium    |
| 19  | PO      | Thomas Strunz    | 25 kwietnia 1968(dts)     | 27    | 1    | Bayern Monachium    |
| 20  | NA      | Oliver Bierhoff  | 1 maja 1968(dts)          | 5     | 3    | Udinese Calcio      |
| 21  | PO      | Dieter Eilts     | 13 grudnia 1964(dts)      | 17    | 0    | Werder Brema        |
| 22  | BR      | Oliver Reck      | 27 lutego 1965(dts)       | 1     | 0    | Werder Brema        |
| 23  | PO      | Jens Todt        | 5 stycznia 1970(dts)      | 3     | 0    | SC Freiburg         |

### Włochy
Trener:  Arrigo Sacchi (ur. 1 kwietnia 1946)
| Nr. | Pozycja | Piłkarz               | Data urodzenia         | Mecze | Gole | Klub                |
| --- | ------- | --------------------- | ---------------------- | ----- | ---- | ------------------- |
| 1   | BR      | Angelo Peruzzi        | 16 lutego 1970(dts)    | 8     | 0    | Juventus Turyn      |
| 2   | OB      | Luigi Apolloni        | 2 maja 1967(dts)       | 12    | 1    | AC Parma            |
| 3   | OB      | Paolo Maldini         | 26 czerwca 1968(dts)   | 68    | 3    | AC Milan            |
| 4   | OB      | Amedeo Carboni        | 6 kwietnia 1965(dts)   | 12    | 0    | AS Roma             |
| 5   | OB      | Alessandro Costacurta | 24 kwietnia 1966(dts)  | 36    | 2    | AC Milan            |
| 6   | OB      | Alessandro Nesta      | 19 marca 1976(dts)     | 0     | 0    | Lazio Rzym          |
| 7   | PO      | Roberto Donadoni      | 9 września 1963(dts)   | 60    | 5    | New York MetroStars |
| 8   | OB      | Roberto Mussi         | 25 sierpnia 1963(dts)  | 8     | 0    | AC Parma            |
| 9   | OB      | Moreno Torricelli     | 23 stycznia 1970(dts)  | 3     | 0    | Juventus Turyn      |
| 10  | PO      | Demetrio Albertini    | 23 sierpnia 1971(dts)  | 36    | 2    | AC Milan            |
| 11  | PO      | Dino Baggio           | 24 lipca 1971(dts)     | 30    | 7    | AC Parma            |
| 12  | BR      | Francesco Toldo       | 2 grudnia 1971(dts)    | 3     | 0    | ACF Fiorentina      |
| 13  | PO      | Fabio Rossitto        | 21 września 1971(dts)  | 1     | 0    | Udinese Calcio      |
| 14  | NA      | Alessandro Del Piero  | 9 listopada 1974(dts)  | 10    | 3    | Juventus Turyn      |
| 15  | PO      | Angelo Di Livio       | 26 lipca 1966(dts)     | 5     | 0    | Juventus Turyn      |
| 16  | PO      | Roberto Di Matteo     | 29 maja 1970(dts)      | 13    | 0    | Lazio Rzym          |
| 17  | PO      | Diego Fuser           | 11 listopada 1968(dts) | 5     | 0    | Lazio Rzym          |
| 18  | NA      | Pierluigi Casiraghi   | 4 marca 1969(dts)      | 31    | 8    | Lazio Rzym          |
| 19  | NA      | Enrico Chiesa         | 29 grudnia 1970(dts)   | 1     | 1    | Sampdoria Genua     |
| 20  | NA      | Fabrizio Ravanelli    | 12 listopada 1968(dts) | 9     | 5    | Juventus Turyn      |
| 21  | NA      | Gianfranco Zola       | 5 lipca 1966(dts)      | 20    | 7    | AC Parma            |
| 22  | BR      | Luca Bucci            | 13 marca 1969(dts)     | 3     | 0    | AC Parma            |

### Rosja
Trener:  Oleg Romancew (ur. 4 stycznia 1954)
Przed debiutem reprezentacji Rosji na arenie międzynarodowej w 1992 roku, 13 zawodników: Dmitrij Charin, Ilja Cymbałar, Stanisław Czerczesow, Igor Dobrowolski, Siergiej Gorłukowicz, Andriej Kanczelskis, Walerij Karpin, Siergiej Kirjakow, Igor Koływanow, Aleksandr Mostowoj, Jurij Nikiforow, Wiktor Onopko, Igor Szalimow oraz Omari Tetradze reprezentowało barwy reprezentacji ZSRR oraz WNP. W 1992 roku Ilja Cymbałar i Jurij Nikiforow rozegrali także po 3 mecze w reprezentacji Ukrainy.
| Nr. | Pozycja | Piłkarz                | Data urodzenia            | Mecze | Gole | Klub                |
| --- | ------- | ---------------------- | ------------------------- | ----- | ---- | ------------------- |
| 1   | BR      | Dmitrij Charin         | 16 sierpnia 1968(dts)     | 20    | 0    | Chelsea Londyn      |
| 2   | OB      | Omari Tetradze         | 13 października 1969(dts) | 20    | 0    | Ałanija Władykaukaz |
| 3   | OB      | Jurij Nikiforow        | 16 września 1970(dts)     | 26    | 3    | Spartak Moskwa      |
| 4   | PO      | Ilja Cymbałar          | 17 czerwca 1969(dts)      | 16    | 2    | Spartak Moskwa      |
| 5   | OB      | Jurij Kowtun           | 5 stycznia 1970(dts)      | 16    | 1    | Dynamo Moskwa       |
| 6   | PO      | Walerij Karpin         | 2 lutego 1969(dts)        | 30    | 2    | Real Sociedad       |
| 7   | OB      | Wiktor Onopko          | 14 października 1969(dts) | 39    | 2    | Real Oviedo         |
| 8   | PO      | Andriej Kanczelskis    | 23 stycznia 1969(dts)     | 21    | 3    | Everton Liverpool   |
| 9   | NA      | Igor Koływanow         | 6 marca 1968(dts)         | 18    | 8    | US Foggia           |
| 10  | PO      | Aleksandr Mostowoj     | 22 sierpnia 1968(dts)     | 17    | 5    | RC Strasbourg       |
| 11  | NA      | Siergiej Kirjakow      | 1 stycznia 1970(dts)      | 25    | 10   | Karlsruher SC       |
| 12  | BR      | Stanisław Czerczesow   | 2 września 1963(dts)      | 26    | 0    | Tirol Innsbruck     |
| 13  | OB      | Jewgienij Buszmanow    | 2 listopada 1971(dts)     | 3     | 0    | CSKA Moskwa         |
| 14  | NA      | Igor Dobrowolski       | 27 sierpnia 1967(dts)     | 16    | 2    | Bez klubu           |
| 15  | PO      | Igor Szalimow          | 2 lutego 1969(dts)        | 20    | 3    | Udinese Calcio      |
| 16  | NA      | Igor Simutienkow       | 3 kwietnia 1973(dts)      | 7     | 4    | AC Reggiana         |
| 17  | NA      | Władimir Biesczastnych | 1 kwietnia 1974(dts)      | 18    | 5    | Werder Brema        |
| 18  | OB      | Igor Janowski          | 3 sierpnia 1974(dts)      | 3     | 0    | Ałanija Władykaukaz |
| 19  | PO      | Władisław Radimow      | 26 listopada 1975(dts)    | 9     | 0    | CSKA Moskwa         |
| 20  | OB      | Siergiej Gorłukowicz   | 18 listopada 1961(dts)    | 16    | 0    | Spartak Moskwa      |
| 21  | PO      | Dmitrij Chochłow       | 22 grudnia 1975(dts)      | 0     | 0    | CSKA Moskwa         |
| 22  | BR      | Siergiej Owczinnikow   | 10 listopada 1970(dts)    | 3     | 0    | Lokomotiw Moskwa    |

## Grupa D

### Chorwacja
Trener:  Miroslav Blažević (ur. 10 lutego 1935)
Przed powrotem reprezentacji Chorwacji na arenę międzynarodową w 1990 roku, 9 zawodników: Aljoša Asanović, Zvonimir Boban, Robert Jarni, Dražen Ladić, Dubravko Pavličić, Robert Prosinečki, Mario Stanić, Igor Štimac oraz 
Davor Šuker reprezentowało barwy reprezentacji Jugosławii. Alen Bokšić nie rozegrał żadnego meczu w reprezentacji Jugosławii, choć był w kadrze na mistrzostwa świata 1990 we Włoszech.
| Nr. | Pozycja | Piłkarz           | Data urodzenia            | Mecze | Gole | Klub               |
| --- | ------- | ----------------- | ------------------------- | ----- | ---- | ------------------ |
| 1   | BR      | Dražen Ladić      | 1 stycznia 1963(dts)      | 23    | 0    | Croatia Zagrzeb    |
| 2   | PO      | Nikola Jurčević   | 14 września 1966(dts)     | 14    | 2    | SC Freiburg        |
| 3   | OB      | Robert Jarni      | 26 października 1968(dts) | 20    | 1    | Real Betis Sewilla |
| 4   | OB      | Igor Štimac       | 6 września 1967(dts)      | 17    | 2    | Derby County       |
| 5   | OB      | Nikola Jerkan     | 8 grudnia 1964(dts)       | 20    | 1    | Real Oviedo        |
| 6   | OB      | Slaven Bilić      | 11 września 1968(dts)     | 21    | 0    | West Ham United    |
| 7   | PO      | Aljoša Asanović   | 14 grudnia 1965(dts)      | 19    | 1    | Hajduk Split       |
| 8   | PO      | Robert Prosinečki | 12 stycznia 1969(dts)     | 13    | 3    | FC Barcelona       |
| 9   | NA      | Davor Šuker       | 1 stycznia 1968(dts)      | 19    | 18   | FC Sevilla         |
| 10  | PO      | Zvonimir Boban    | 8 października 1968(dts)  | 17    | 3    | AC Milan           |
| 11  | NA      | Alen Bokšić       | 21 stycznia 1970(dts)     | 13    | 1    | Lazio Rzym         |
| 12  | BR      | Marjan Mrmić      | 6 maja 1965(dts)          | 4     | 0    | Beşiktaş Stambuł   |
| 13  | PO      | Mario Stanić      | 10 kwietnia 1972(dts)     | 8     | 1    | Club Brugge        |
| 14  | OB      | Zvonimir Soldo    | 2 listopada 1967(dts)     | 11    | 0    | Croatia Zagrzeb    |
| 15  | OB      | Dubravko Pavličić | 28 listopada 1967(dts)    | 16    | 0    | Hercules Alicante  |
| 16  | PO      | Mladen Mladenović | 13 września 1964(dts)     | 16    | 3    | Gamba Osaka        |
| 17  | NA      | Igor Pamić        | 19 listopada 1969(dts)    | 2     | 1    | NK Osijek          |
| 18  | OB      | Elvis Brajković   | 12 czerwca 1969(dts)      | 8     | 2    | TSV 1860 Monachium |
| 19  | NA      | Goran Vlaović     | 7 sierpnia 1972(dts)      | 8     | 4    | Calcio Padova      |
| 20  | OB      | Dario Šimić       | 12 listopada 1975(dts)    | 2     | 0    | Croatia Zagrzeb    |
| 21  | NA      | Igor Cvitanović   | 1 listopada 1970(dts)     | 10    | 3    | Croatia Zagrzeb    |
| 22  | BR      | Tonči Gabrić      | 11 listopada 1961(dts)    | 7     | 0    | Hajduk Split       |

### Dania
Trener:  Richard Møller Nielsen (ur. 17 sierpnia 1937)
| Nr. | Pozycja | Piłkarz             | Data urodzenia            | Mecze | Gole | Klub              |
| --- | ------- | ------------------- | ------------------------- | ----- | ---- | ----------------- |
| 1   | BR      | Peter Schmeichel    | 18 listopada 1963(dts)    | 84    | 0    | Manchester United |
| 2   | OB      | Thomas Helveg       | 24 czerwca 1971(dts)      | 13    | 1    | Udinese Calcio    |
| 3   | OB      | Marc Rieper         | 5 czerwca 1968(dts)       | 38    | 0    | West Ham United   |
| 4   | OB      | Lars Olsen          | 2 lutego 1961(dts)        | 84    | 4    | Brøndby IF        |
| 5   | OB      | Jes Høgh            | 7 maja 1966(dts)          | 21    | 1    | Fenerbahçe SK     |
| 6   | PO      | Michael Schjønberg  | 19 stycznia 1967(dts)     | 13    | 2    | Odense BK         |
| 7   | PO      | Brian Steen Nielsen | 28 grudnia 1968(dts)      | 35    | 0    | Odense BK         |
| 8   | PO      | Claus Thomsen       | 31 maja 1970(dts)         | 6     | 0    | Ipswich Town      |
| 9   | NA      | Mikkel Beck         | 12 maja 1973(dts)         | 9     | 3    | Fortuna Kolonia   |
| 10  | PO      | Michael Laudrup     | 15 czerwca 1964(dts)      | 88    | 35   | Real Madryt       |
| 11  | NA      | Brian Laudrup       | 22 lutego 1969(dts)       | 63    | 11   | Glasgow Rangers   |
| 12  | OB      | Torben Piechnik     | 21 maja 1963(dts)         | 14    | 0    | Aarhus GF         |
| 13  | PO      | Henrik Larsen       | 17 maja 1966(dts)         | 36    | 12   | Lyngby BK         |
| 14  | OB      | Jens Risager        | 9 kwietnia 1971(dts)      | 12    | 0    | Brøndby IF        |
| 15  | NA      | Erik Bo Andersen    | 14 listopada 1970(dts)    | 5     | 0    | Glasgow Rangers   |
| 16  | BR      | Lars Høgh           | 14 stycznia 1959(dts)     | 8     | 0    | Odense BK         |
| 17  | PO      | Allan Nielsen       | 13 marca 1971(dts)        | 3     | 1    | Brøndby IF        |
| 18  | PO      | Kim Vilfort         | 15 listopada 1962(dts)    | 75    | 14   | Brøndby IF        |
| 19  | PO      | Stig Tøfting        | 14 sierpnia 1969(dts)     | 2     | 0    | Aarhus GF         |
| 20  | OB      | Jacob Laursen       | 6 października 1971(dts)  | 11    | 0    | Silkeborg IF      |
| 21  | NA      | Søren Andersen      | 31 stycznia 1970(dts)     | 2     | 0    | Aalborg BK        |
| 22  | BR      | Mogens Krogh        | 31 października 1963(dts) | 5     | 0    | Brøndby IF        |

### Portugalia
Trener:  António Oliveira (ur. 10 czerwca 1952)
| Nr. | Pozycja | Piłkarz           | Data urodzenia            | Mecze | Gole | Klub              |
| --- | ------- | ----------------- | ------------------------- | ----- | ---- | ----------------- |
| 1   | BR      | Vítor Baía        | 15 października 1969(dts) | 41    | 0    | FC Porto          |
| 2   | OB      | Carlos Secretário | 12 maja 1970(dts)         | 13    | 1    | FC Porto          |
| 3   | OB      | Paulinho Santos   | 21 listopada 1970(dts)    | 12    | 2    | FC Porto          |
| 4   | PO      | Oceano            | 29 lipca 1962(dts)        | 40    | 8    | Sporting Lizbona  |
| 5   | OB      | Fernando Couto    | 2 sierpnia 1969(dts)      | 32    | 3    | AC Parma          |
| 6   | PO      | José Tavares      | 25 kwietnia 1966(dts)     | 5     | 0    | Boavista Porto    |
| 7   | PO      | Vítor Paneira     | 16 lutego 1966(dts)       | 44    | 4    | Vitória Guimarães |
| 8   | NA      | João Pinto        | 19 sierpnia 1971(dts)     | 24    | 6    | Benfica Lizbona   |
| 9   | NA      | Ricardo Sá Pinto  | 10 października 1972(dts) | 10    | 0    | Sporting Lizbona  |
| 10  | PO      | Rui Costa         | 29 marca 1972(dts)        | 21    | 7    | ACF Fiorentina    |
| 11  | NA      | Jorge Cadete      | 27 sierpnia 1968(dts)     | 23    | 5    | Celtic Glasgow    |
| 12  | BR      | Alfredo Castro    | 5 października 1962(dts)  | 3     | 0    | Boavista Porto    |
| 13  | OB      | Dimas             | 16 lutego 1969(dts)       | 6     | 0    | Benfica Lizbona   |
| 14  | PO      | Pedro Barbosa     | 6 sierpnia 1970(dts)      | 9     | 1    | Sporting Lizbona  |
| 15  | NA      | Domingos          | 2 stycznia 1969(dts)      | 28    | 7    | FC Porto          |
| 16  | OB      | Hélder            | 21 marca 1971(dts)        | 19    | 2    | Benfica Lizbona   |
| 17  | NA      | Hugo Porfírio     | 28 września 1973(dts)     | 1     | 0    | União Leiria      |
| 18  | NA      | António Folha     | 21 maja 1971(dts)         | 19    | 5    | FC Porto          |
| 19  | PO      | Paulo Sousa       | 30 sierpnia 1970(dts)     | 24    | 0    | Juventus Turyn    |
| 20  | PO      | Luís Figo         | 4 listopada 1972(dts)     | 27    | 4    | FC Barcelona      |
| 21  | OB      | Paulo Madeira     | 6 września 1970(dts)      | 12    | 0    | CF Os Belenenses  |
| 22  | BR      | Rui Correia       | 22 października 1967(dts) | 1     | 0    | SC Braga          |

### Turcja
Trener:  Fatih Terim (ur. 4 września 1953)
| Nr. | Pozycja | Piłkarz           | Data urodzenia           | Mecze | Gole | Klub                 |
| --- | ------- | ----------------- | ------------------------ | ----- | ---- | -------------------- |
| 1   | BR      | Adnan Erkan       | 15 stycznia 1968(dts)    | 1     | 0    | Ankaragücü           |
| 2   | OB      | Recep Çetin       | 1 października 1965(dts) | 48    | 1    | Beşiktaş Stambuł     |
| 3   | OB      | Alpay Özalan      | 29 maja 1973(dts)        | 20    | 1    | Beşiktaş Stambuł     |
| 4   | OB      | Vedat İnceefe     | 1 kwietnia 1974(dts)     | 2     | 0    | Kardemir Karabükspor |
| 5   | PO      | Tugay Kerimoğlu   | 24 sierpnia 1970(dts)    | 38    | 2    | Galatasaray Stambuł  |
| 6   | NA      | Ertuğrul Sağlam   | 19 listopada 1969(dts)   | 23    | 9    | Beşiktaş Stambuł     |
| 7   | NA      | Hami Mandıralı    | 20 lipca 1968(dts)       | 37    | 7    | Trabzonspor          |
| 8   | OB      | Ogün Temizkanoğlu | 6 października 1969(dts) | 37    | 4    | Trabzonspor          |
| 9   | NA      | Hakan Şükür       | 1 września 1971(dts)     | 29    | 14   | Galatasaray Stambuł  |
| 10  | PO      | Oğuz Çetin        | 15 lutego 1963(dts)      | 59    | 2    | Fenerbahçe SK        |
| 11  | NA      | Orhan Çıkırıkçı   | 15 kwietnia 1967(dts)    | 26    | 2    | Trabzonspor          |
| 12  | NA      | Faruk Yiğit       | 15 kwietnia 1968(dts)    | 7     | 1    | Kocaelispor          |
| 13  | OB      | Rahim Zafer       | 25 stycznia 1971(dts)    | 3     | 1    | Gençlerbirliği       |
| 14  | NA      | Saffet Sancaklı   | 27 lutego 1966(dts)      | 13    | 4    | Kocaelispor          |
| 15  | PO      | Tayfun Korkut     | 2 kwietnia 1974(dts)     | 4     | 0    | Fenerbahçe SK        |
| 16  | PO      | Sergen Yalçın     | 5 października 1972(dts) | 14    | 3    | Beşiktaş Stambuł     |
| 17  | PO      | Abdullah Ercan    | 8 grudnia 1971(dts)      | 25    | 0    | Trabzonspor          |
| 18  | NA      | Arif Erdem        | 2 stycznia 1972(dts)     | 11    | 1    | Galatasaray Stambuł  |
| 19  | PO      | Tolunay Kafkas    | 31 marca 1968(dts)       | 19    | 2    | Trabzonspor          |
| 20  | OB      | Bülent Korkmaz    | 24 listopada 1968(dts)   | 47    | 1    | Galatasaray Stambuł  |
| 21  | BR      | Şanver Göymen     | 22 stycznia 1967(dts)    | 5     | 0    | SK Altay             |
| 22  | BR      | Rüştü Reçber      | 10 maja 1973(dts)        | 16    | 0    | Fenerbahçe SK        |